# Valderodové z Eckhausenu
Valderodové z Eckhausenu (Walderode von Eckhausen) byl německý šlechtický rod, od poloviny 17. století usazený v Čechách. Členové rodu působili ve státních službách a v armádě, vlastnili statky ve středních Čechách a na Moravě, v roce 1686 dosáhli hraběcího stavu. Rod vymřel v roce 1797, majetek a jméno převzal spřízněný rod Desfoursů, který nadále užívá jméno Desfours-Walderode.

## Původ rodu
Nejstarší historie rodu se datuje do 14. století v Lucembursku, kde žili ve městě Sankt-Vith. Do Čech přišel v 17. století Mikuláš Valderode se synem Janem, v roce 1632 dosáhli potvrzení rytířského stavu a polepšení erbu. Jan Valderode (1594–1674) krátce po Bílé hoře začal pracovat v české dvorské kanceláři, od roku 1630 působil jako sekretář v říšské dvorské kanceláři a od roku 1637 byl říšským dvorním radou. Vlivné postavení si uchoval i ve vysokém věku jako důvěrník Leopolda I. V roce 1662 byl povýšen do stavu svobodných pánů. V roce 1638 koupil Žerotice na jižní Moravě, dlouhodobé zázemí v Českém království pro své potomstvo vytvořil až sňatkem s Kateřinou Barborou Hrochovou z Mezilesic, dědičkou rodu Fabriciů. Poté koupil i další statky v Čechách a na Moravě a pro své potomky zřídil v roce 1670 dva fideikomisy, český a moravský.

## Česká a moravská větev
Dědicem moravských statků se stal Janův vnuk Jan Jiří (1670–1734), který žil v Potštátě a Dřínově, zámek nechal postavit také ve Vrchoslavicích. V roce 1694 díky vlivu svého strýce získal hraběcí titul, ale již jeho synem Janem Františkem Leopoldem (1719–1746) moravská větev vymřela a majetek přešel na českou linii.

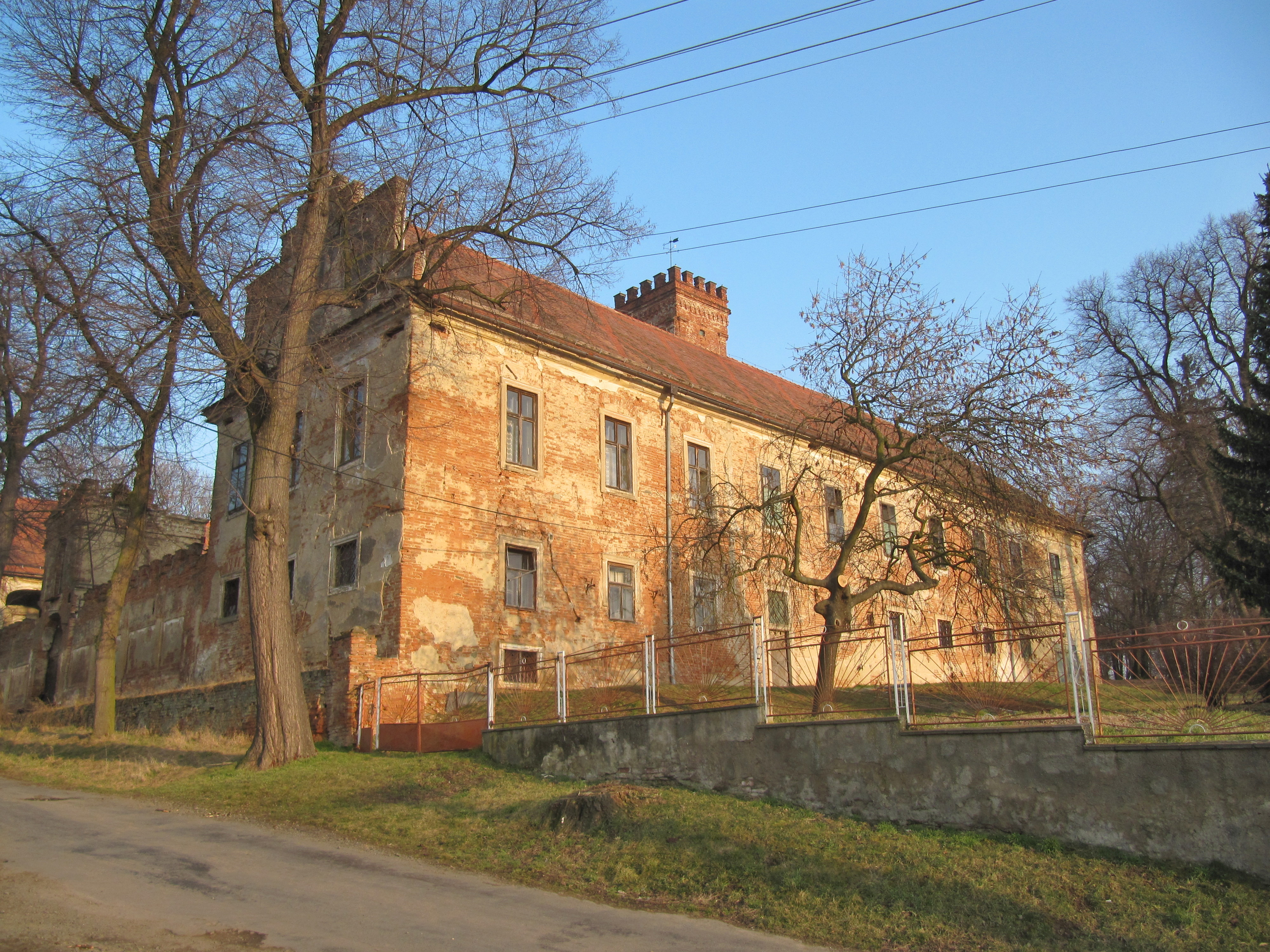
Zámek Dřínov

Zakladatelem české větve byl Jan Pavel Leopold (1637–1698), který byl c. k. komořím, tajným radou a viceprezidentem české komory. Z otcova majetku již v roce 1667 převzal Řepín a Velký Újezd, po otcově úmrtí převzal i zbytek českých statků (1674). Sňatkem s Alžbětou Kateřinou Krakovskou z Kolovrat pronikl mezi českou šlechtu, do starých českých rodin se provdaly i jeho dcery (Lidmila, provdaná Příchovská, Zdislava, provdaná Kyšperská z Vřesovic). V roce 1686 byl povýšen do hraběcího stavu, později dosáhl rozšíření hraběcího titulu i pro svého synovce Jana Jiřího z moravské větve. Jan Pavel Leopold se ale zadlužil, musel prodat část majetku a odešel do kláštera ve Znojmě, kde zemřel.
Pokračovatelem české větve byl Jan František Podivín (1669–1738), který sloužil v armádě a dosáhl hodnosti polního zbrojmistra. Službou ve vojsku i úpravami venkovských sídel (Řepín) se značně zadlužil. Jeho syn František Jan Nepomuk (1717–1797) převzal české statky (1738) a po vymření moravské větve i majetek na Moravě (1746). Zároveň byl ale posledním mužským potomkem a jeho úmrtím 23. prosince 1797 Valderodové vymřeli.

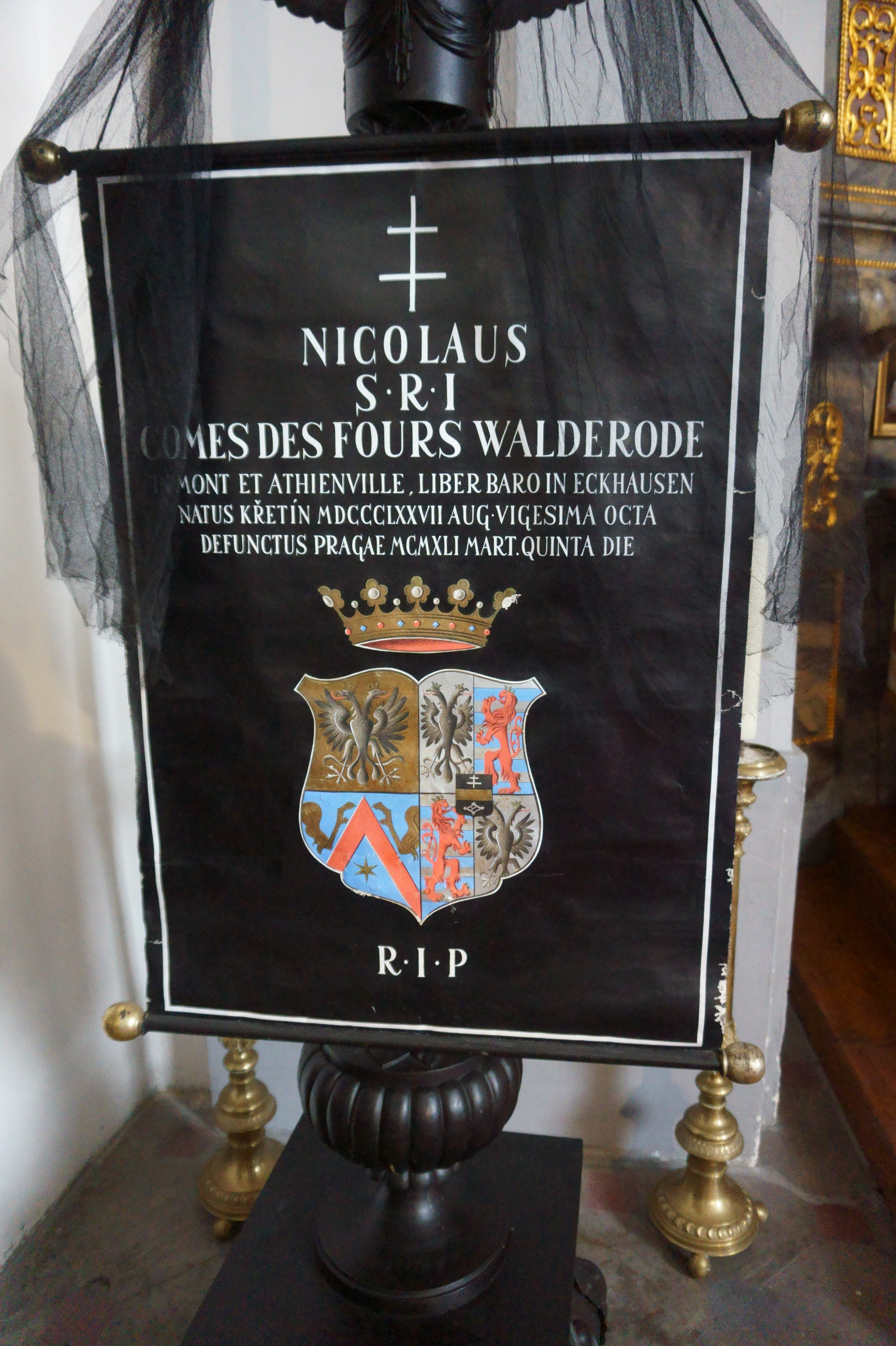
Pohřební štít Mikuláše Desfours-Walderode. Zobrazený erb rodiny Des Fours Walderode je původně alianční znak obou rodin, pravá (heraldicky levá) polovina štítu je tvořena erbem rodiny Walderode

Františkova sestra Antonie (1740–1776) byla první manželkou hraběte Františka Václava Desfourse (1739–1809). Jeho rod pak převzal majetek, erb i jméno Valderodů (Desfours-Walderode, respektive hrabě Desfours-Walderode du Mont et Athienville, svobodný pán von Eckhausen). Kvůli stále vysokým dluhům požádali Desfoursové krátce po převzetí dědictví o zrušení fideikomisu a v 19. století došlo k prodeji značné části valderodovských statků (Řepín). Naopak v Křetíně vznikl nový zámek a jedna část rodiny Desfoursů se zde trvale usadila.

## Vývoj majetku v 17. a 18. století
Jan Valderode obdržel v roce 1637 český inkolát a v následujícím roce koupil na Znojemsku za 18 000 zlatých panství Žerotice, později je ale zdevastované třicetiletou válkou prodal. Základem pozdějšího pozemkového vlastnictví Valderodů v Čechách se stalo dědictví po dvorním sekretáři Filipu Fabriciovi. Jednalo se o panství Řepín s Vysokou Libní na Mělnicku, Sixtův dům v Celetné ulici v Praze a vinice v Mělníku. Tento majetek získal Jan Valderode sňatkem s Kateřinou Barborou Hrochovou z Mezilesic, ovdovělou Fabriciovou (1641). V Řepíně nechal Jan Valderode postavit barokní zámek a také financoval stavbu školy.
Jan Valderode poté začal skupovat statky i jinde, na Hané získal jako věřitel rodu Wanglerů v roce 1653 Vrchoslavice a Dřínov. Na zámku v Dřínově se chtěl trvale usadit a tomu byly podřízeny stavební úpravy v barokním slohu. Na Moravě pak ještě v roce 1663 zakoupil za 50 000 zlatých panství Potštát. Mezitím získal i majetek na Svitavsku, kde v padesátých letech 17. letech koupil panství Křetín a nedaleké panství Bělá nad Svitavou (tehdy Německá Bělá). Ze svých statků zřídil Jan Valderode dva fideikomisy, český a moravský. K českému fideikomisu patřila panství Řepín, Křetín, Sixtův dům v Praze a vinice v Mělníku, moravský fideikomis zahrnoval panství Potštát, Dřínov, Vrchoslavice a dva domy ve Vídni.
Majetek na Svitavsku se pokusil rozšířit Jan Pavel Leopold, který v roce 1686 koupil panství Bystré se 13 vesnicemi. Značné dluhy, které rodinu provázely po celé 17. století, jej ale donutily toto panství opět prodat (v roce 1694 koupili Bystré Lichtenštejnové v dražbě za 234 000 zlatých). Tehdy také došlo k sekvestraci panství Řepín a nakonec byl na počátku 18. století prodán i Sixtův dům v Praze. Na druhou stranu v Křetíně byl na náklady rodu přestavěn kostel sv. Jeronýma, pod vládou Valderodů se úspěšně rozvíjelo také městečko Potštát. Dále již Valderodové majetek nerozšiřovali, na jejich panstvích ale proběhly další stavební úpravy například na zámku v Řepíně, byl také vybudován zámek ve Vrchoslavicích.

## Přehled rodových sídel v Čechách a na Moravě
- Bystré (1686–1694)
- Dřínov (1653–1797)
- Křetín (1656–1797)
- Potštát (1663–1797)
- Řepín (1641–1797)
- Vrchoslavice (1653–1797)
- Žerotice (1638–1650)